# Кладенци (Благоевградская область)
Кладенци (болг. Кладенци) — село в Благоевградской области Болгарии. Входит в состав общины Петрич. Находится примерно в 13 км к западу от центра города Петрич и примерно в 67 км к югу от центра города Благоевград. По данным переписи населения 2011 года, в селе  проживало 38 человек, преобладающая национальность — болгары.

## Население
| Год     | 1934 | 1946 | 1956 | 1965 | 1975 | 1985 | 1992 | 2001 | 2011 |
| ------- | ---- | ---- | ---- | ---- | ---- | ---- | ---- | ---- | ---- |
| Жителей | 67   | 95   | 178  | 110  | 90   | 85   | 83   | 54   | 38   |

|  |